# 共戴紀元
共戴紀元（きょうたいきげん、モンゴル語: Олноо өргөгдсөн、ラテン文字転写：Olnoo örgögdsön）は、モンゴル国のボグド・ハーンが即位した西暦1911年を元年とする紀元である。「共戴」はモンゴル語の原語（万人に推戴された）の漢訳。なお、実際の用例の中には、定義に掲げた原語と異なる語が使用されているものもあり、一定していない。

## ボグド・ハーン政権における使用
1911年10月、武昌蜂起をきっかけに清朝政府の統治能力が急速に弱体化すると、ハルハ（外モンゴル）諸王公は12月1日、フレー（庫倫、現在のウランバートル）でモンゴル独立を宣言、12月29日モンゴル最高の活仏ジェプツンダンバ・ホトクト8世を清の皇帝に代わる「ボグド・ハーン」に推戴する儀式を挙行した。これ以後ボグド・ハーン政権（共戴モンゴル国）は共戴紀元を干支紀年とともに使用したが、1915年のキャフタ条約でボグド・ハーン政権の地位が中華民国の宗主権下の「自治」に限定されると、共戴紀元は同年6月9日をもって使用が禁止された。

## ウンゲルン支配下及びモンゴル人民政府における使用
1921年、ウンゲルン率いる白軍がフレーを占領し、駐留中国軍を追放して2月15日にボグド・ハーン政権を復活させると、共戴紀元は再び使用されるようになった。その後ソビエト赤軍の支援を受けたモンゴル人民党軍がウンゲルン軍を破ってフレーを無血占領すると、ボグド・ハーン政権から国璽を受け継いだ臨時人民政府は引き続きボグド・ハーンを制限君主に推戴し、7月11日に人民政府を樹立、共戴紀元の使用を継続した。1924年5月20日ボグド・ハーンが死去すると、6月3日から7月8日にかけて開かれた人民党中央委員会全体会議は、7月10日をもって共戴紀元を「モンゴル国紀元」（共戴14年をモンゴル国14年とする）に改める決議を行った。これに基づき11月6日招集された第1回イフ・フラル（人民大会議）は11月26日、新憲法を公布して君主制廃止とモンゴル人民共和国成立を宣言、新憲法第1章の規定に上記決議をもりこみ、「モンゴル人民共和国紀元」を制定した。その後も個別の使用は継続されたと見られるが、社会主義化の進行と共に排除され、西暦へと統一された。公式の廃止年月日は不明である。